# Terralba
Terralba är en ort och kommun i provinsen Oristano i regionen Sardinien i Italien. Kommunen hade 10 196 invånare (2017).